# تیلستینا سوجیان
تیلستینا میکائِلی سوجیان (ارمنی: Ցելեստինա Միքայելի Սուջյան؛ انگلیسی: Tselestina Soujian؛ زادهٔ ۱۶ اکتبر ۱۹۳۷ - درگذشته ۲۰۰۷) زیست‌شیمی‌دان اهل ارمنستان بود.

## زندگی‌نامه
وی در ۱۶ اکتبر ۱۹۳۷ در ایروان به دنیا آمد و از دانشگاه پزشکی دولتی ایروان فارغ‌التحصیل گشت.  وی در ۲۰۰۰ در سن ۷۰ سالگی درگذشت.